# Françoise Fabian
Françoise Fabian, nata Michelle Cortès (Algeri, 10 maggio 1933), è un'attrice francese.

## Biografia
Di padre spagnolo, Marcel Cortés, e madre francese, Henriette Sautes, Michelle Cortès iniziò la sua carriera artistica al conservatorio musicale di Algeri, diplomandosi in pianoforte. Negli anni cinquanta si trasferì a Parigi per frequentare l'Accademia di arte drammatica della capitale francese, dove conobbe Jean-Paul Belmondo e Jean-Pierre Marielle. Il debutto sul palcoscenico risale al 1954 con la rappresentazione Le Pirate di Jean Meyer. Nel 1956 affrontò la sua prima prova cinematografica in Mademoiselle Pigalle, diretta da Michel Boisrond. Negli anni settanta diventò una presenza abituale in molti film della cosiddetta commedia all'italiana, distinguendosi per garbo interpretativo e fascino discreto.

### Vita privata
Nel 1957 sposò il regista Jacques Becker, deceduto nel 1960. Nel 1963 si unì in matrimonio all'attore Marcel Bozzuffi, al quale rimase legata fino alla scomparsa dello stesso avvenuta nel 1988.

## Filmografia parziale

### Cinema
- Mademoiselle Pigalle (Cette sacrée gamine), regia di Michel Boisrond (1956)
- Sarto per signora (Le Couturier de ces dames), regia di Jean Boyer (1956)
- Le diavolerie di Till (Les Aventures de Till l'Espiègle), regia di Gérard Philipe e Joris Ivens (1956)
- Michele Strogoff, regia di Carmine Gallone (1956)
- X 3 operazione dinamite (Le Feu aux poudres), regia di Henri Decoin (1957)
- Ce sacré Amédée, regia di Louis Félix (1957)
- Quando l'odio brucia (Les Violents), regia di Henri Calef (1957)
- L'Aventurière des Champs-Élysées, regia di Roger Blanc (1957)
- I fanatici (Les Fanatiques), regia di Alex Joffé (1957)
- Chaque jour a son secret, regia di Claude Boissol (1958)
- Le brune sparano (La Brune que voilà), regia di Robert Lamoureux (1960)
- Una domenica d'estate, regia di Giulio Petroni (1962)
- L'educazione sentimentale (L'éducation sentimentale), regia di Alexandre Astruc (1962) – non accreditata
- Il magnifico avventuriero, regia di Riccardo Freda (1963)
- Maigret e i gangsters (Maigret voit rouge), regia di Gilles Grangier (1963)
- La Jeune morte, regia di Claude Faraldo e Roger Pigaut (1965)
- Il ladro di Parigi (Le Voleur), regia di Louis Malle (1967)
- Bella di giorno (Belle de jour), regia di Luis Buñuel (1967)
- La mia notte con Maud (Ma nuit chez Maud), regia di Éric Rohmer (1969)
- L'Américain, regia di Marcel Bozzuffi (1969)
- Gli specialisti, regia di Sergio Corbucci (1969)
- L'uomo venuto da Chicago (Un condé), regia di Yves Boisset (1970)
- Sono un marito infedele (Êtes-vous fiancée à un marin grec ou à un pilote de ligne?), regia di Jean Aurel (1970)
- Femmine carnivore (Die Weibchen), regia di Zbynek Brynych (1970)
- Out 1, regia di Jacques Rivette (1971)
- Torino nera, regia di Carlo Lizzani (1972)
- L'amore il pomeriggio (L'Amour l'après-midi), regia di Éric Rohmer (1972)
- Così bello così corrotto così conteso, regia di Sergio Gobbi (1973)
- Au rendez-vous de la mort joyeuse, regia di Juan Luis Buñuel (1973)
- Una donna e una canaglia (La Bonne Année), regia di Claude Lelouch (1973)
- Le amanti (Projection privée), regia di François Leterrier (1973)
- L'idolo della città (Salut l'artiste), regia di Yves Robert (1973)
- Perché si uccide un magistrato, regia di Damiano Damiani (1974)
- Per amare Ofelia, regia di Flavio Mogherini (1974)
- Un uomo, una città, regia di Romolo Guerrieri (1974)
- Per le antiche scale, regia di Mauro Bolognini (1975)
- Al piacere di rivederla, regia di Marco Leto (1976)
- Chi dice donna dice donna, regia di Tonino Cervi (1976)
- Natale in casa d'appuntamento, regia di Armando Nannuzzi (1976)
- Tornare per rivivere (Partir, revenir), regia di Claude Lelouch (1976)
- Madame Claude, regia di Just Jaeckin (1977)
- Due ore meno un quarto avanti Cristo (Deux heures moins le quart avant Jésus-Christ), regia di Jean Yanne (1982)
- L'amico di Vincent (L'Ami de Vincent), regia di Pierre Granier-Deferre (1983)
- Benvenuta, regia di André Delvaux (1984)
- Trois places pour le 26, regia di Jacques Demy (1988)
- L'amico ritrovato (Reunion), regia di Jerry Schatzberg (1989)
- Secret défense, regia di Jacques Rivette (1998)
- La lettera (La Lettre), regia di Manoel de Oliveira (1999)
- Pranzo di Natale (La Bûche), regia di Danièle Thompson (1999)
- CinquePerDue - Frammenti di vita amorosa (5x2 - Cinq fois deux), regia di François Ozon (2004)
- LOL - Il tempo dell'amore (LOL (Laughing Out Loud)), regia di Lisa Azuelos (2008)
- Un uomo e il suo cane (Un homme et son chien), regia di Francis Huster (2008)
- L'arbre et la forêt, regia di Olivier Ducastel e Jacques Martineau (2010)
- Cena tra amici (Le Prènom), regia di Alexandre de La Patellière e Matthieu Delaporte (2012)
- Tutto sua madre (Les Garçons et Guillaume, à table!), regia di Guillaume Gallienne (2013)
- Questione di tempismo (Brillantissime), regia di Michèle Laroque (2018)
- Finalement - Storia di una tromba che si innamora di un pianoforte (Finalement), regia di Claude Lelouch (2024)

### Televisione
- Quo vadis?, regia di Franco Rossi – miniserie TV, 3 puntate (1985)
- Un commissario a Roma – serie TV, 10 episodi (1993)

## Riconoscimenti parziali
- David di Donatello
  - 1974 – David speciale per Una donna e una canaglia

- Festival internazionale del cinema di San Sebastián
  - 1973 – Migliore attrice per Una donna e una canaglia

## Doppiatrici italiane
- Maria Pia Di Meo ne Il magnifico avventuriero, La mia notte con Maud, Una donna e una canaglia, L'idolo della città, Per amare Ofelia, Quo vadis?, LOL - Il tempo dell'amore, Torino nera
- Rita Savagnone in Perché si uccide un magistrato, Benvenuta
- Noemi Gifuni in Natale in casa d'appuntamento, Tutto sua madre
- Aurora Cancian in CinquePerDue - Frammenti di vita amorosa, Cena tra amici
- Dhia Cristiani in Michele Strogoff
- Livia Giampalmo in Così bello così corrotto così conteso
- Valeria Valeri ne Un uomo, una città
- Sonia Scotti in Pranzo di Natale
- Melina Martello ne Un uomo e il suo cane
- Mirta Pepe in Finalement - Storia di una tromba che si innamora di un pianoforte